# Dejan Burnik
Dejan Burnik, slovenski hokejist, * 25. marec 1963, Ljubljana.
Svojo hokejsko kariero je kot mladinec začel v ekipi Tivoli Ljubljana in se s komaj sedemnajstimi leti prebil v člansko reprezentanco Jugoslavije. V svoji karieri je v Jugoslovanski ligi igral za ekipi Olimpija Ljubljana ter Medveščak Zagreb. Za reprezentanco Jugoslavije je v obdobju 1981 do 1988 odigral 78 tekem in dosegel 8 golov, nastopil na petih svetovnih prvenstvih in igral tudi na zimskih olimpijskih igrah v Sarajevu leta 1984. Svojo zelo uspešno kariero je zaključil leta 1991 zaradi poškodbe rame.